# Людина-амфібія (фільм, 1961)
«Людина-амфібія» (рос. «Человек-амфибия») — радянський пригодницький фільм з елементами мелодрами, знятий за мотивами однойменного фантастичного роману Олександра Бєляєва на кіностудії «Ленфільм» у 1961 році. У 1962 році вийшов на екрани і став лідером прокату в СРСР, зібравши 65,5 мільйонів глядачів.

## Сюжет
В прибережних водах однієї з південних країн з'явилась таємнича срібляста істота. Місцеве населення дало йому імення «Морський диявол».
Жадібний і жорстокий дон Педро Зуріта (Михайло Козаков), власник шхуни, що займалась виловом перлин з морського дна, вирішує вистежити і спіймати невідому істоту, аби змусити її працювати на себе.
Майже в цей самий час наречена дона Педро, чарівна Гуттіере (Анастасія Вертинська) випадково знайомиться з дивним молодиком на ймення Іхтіандр (Володимир Коренєв) …
Саме така зав'язка цієї романтичної драми. А масштабні й унікальні для свого часу підводні зйомки, хвилююча музика і пісні Андрія Петрова, чудова робота художників і першокласний акторський склад довершили цю картину, зробивши фільм одним з наймасовіших за всю історію радянського кінематографа.

## Виконавці головних ролей
- Володимир Коренєв — Іхтіандр (роль озвучив Юрій Родіонов)
- Анастасія Вертинська — Гуттіере
- Михайло Козаков — Педро Зуріта
- Микола Симонов — Доктор Сальватор
- Анатолій Сміранін — Бальтазар
- Владлен Давидов — Ольсен
- Ганна Нікрітіна — мати Зуріти

## Нагороди
- Срібний приз на міжнародному фестивалі науково-фантастичних фільмів у Трієсті (1963).
- Увійшов до п'ятірки найкращих фільмів 1962 року за версією журналу «Советский экран».